# Kris Marshall
Kristopher „Kris“ Marshall (* 1. dubna 1973, Malmesbury, Wiltshire, Spojené království) je anglický herec. Jeho nejznámější role je Nick Harper v seriálu Moje rodina a Adam v reklamách pro BT Group od roku 2005.

## Kariéra
Marshall začal s herectvím ji od raného věku, když se objevil v britském seriálu Poldové, jeho velký průlom přišel ale a v roce 2000, kdy začal hrát Nicka Harpera v seriálu BBC s názvem Moje rodina. V roce 2003 se objevil v populární filmu Láska nebeská jako Colin Frissell, nespokojený Brit, který jede do Ameriky, aby našel lásku.
V roce 2004 se objevil jako "DS Luke Stone" v kriminálním a dramatickém seriálu Vraždy v Londýně. Od roku 2005 se objevuje v televizních a tištěných reklamách pro BT Group spolu s Esther Hall. V roce 2003 opustil seriál Moje rodina jako hlavní role, ale už dvakrát se do něj znovu vrátil. Poprvé se vrátil do jedné epizody v páté sérii (2004) a po druhé na Comic Relief speciál v roce 2005. V jednom rozhovoru řekl, že jeho ztvárňování Nicka je trapné, protože je o hodně starší, než postava, kterou ztvárňuje. V roce 2006 se objevil v televizním filmu Heist. Během léta 2008 se objevil v divadelní hře Fat Pig v Trafalgar Studios.
V roce 2011 získal hlavní roli Ethana v televizním seriálu Pravidla milostného provozu.

## Osobní život
Marshall se narodil v Malmesbury ve Wiltshire a poté se se svou rodinou přestěhovali do Hongkongu a Kanady. Chodil na Wells Cathedral School.
Marshall žije se svou přítelkyní v Long Barton blízko Wells v Somerset.
V říjnu 2011 byl Marshall obviněn, protože odmítl poskytnout dechovou zkoušku, poté co policie zastavila jeho auto na parkovišti obchodního domu Tesco ve Wells. Marshall odmítl dechovou zkoušku na místě i později na policejní stanici. Později byl shledán vinným a byl mu uložen zákaz řízení na šest měsíců.

### Nehoda
V roce 2008 v Bristolu utrpěl vážné zranění hlavy po srážce s autem. K nehodě došlo 28. dubna 2008 v časných ranních hodinách, když si Marshall užíval noc s přáteli v centru města. Byl odvezen do místní nemocnice, kde rentgen odhalil poranění hlavy. Plně se zotavil a za necelý měsíc začal opět hrát v divadle ve hře play Fat Pig.
Marshall podporuje fotbalový klub Aston Villa a říká, že karta klubu mu pomohla při jeho uzdravování.

## Filmografie
| Rok             | Název                           | Postava                                  |
| --------------- | ------------------------------- | ---------------------------------------- |
| 1993            | Closing Numbers                 | Fredericks                               |
| 1998            | Trial & Retribution II          | P.C. Henshaw                             |
| 1999            | The Most Fertile Man in Ireland | Éamonn                                   |
| 1999            | Five Seconds to Spare           | Martin                                   |
| 1999            | Poldové                         | Hugh Kane (1 epizoda)                    |
| 2000–2005, 2011 | Moje rodina                     | Nick Harper (44 epizod, 2000–2005, 2011) |
| 2001            | Je t'aime John Wayne            | Belmondo                                 |
| 2002            | Iris                            | Doctor Gudgeon                           |
| 2002            | Mexicano                        | Jake Morton                              |
| 2002            | Doktor Živago                   | Pasha Antipov                            |
| 2002            | Čtyři pírka: Zkouška cti        | Castleton                                |
| 2002            | Mrtvá hlídka                    | Pvt. Barry Starinski                     |
| 2002            | Láska nebeská                   | Colin Frissell                           |
| 2004            | Kupec benátský                  | Gratiano                                 |
| 2004            | Vraždy v Londýně                | DS Luke Stone (10 epizod, 2004–2006)     |
| 2004            | My Life In Film                 | Art                                      |
| 2005            | Funland                         | Dudley Sutton (11 epizod)                |
| 2007            | Horší než smrt                  | Troy                                     |
| 2007            | Catwalk Dogs                    | Michael Purvis                           |
| 2007            | Sold                            | Matt                                     |
| 2008            | Heist                           | Dick Puddlecote                          |
| 2008            | Lekce neslušného chování        | Furber                                   |
| 2010            | Lidský terč                     | Doug (1 epizoda)                         |
| 2010            | D.O.A                           | Tom Lassiter (TV pilot)                  |
| 2011            | Pravidla milostného provozu     | Ethan                                    |
| 2011            | Oka! Amerikee                   | Larry                                    |
| 2011            | Pařmeni                         | Tom                                      |
| 2012            | Glide                           |                                          |

## Divadlo
| Rok  | Název                  | Poznámky |
| ---- | ---------------------- | -------- |
| 2006 | The Hypochondriac      | Cleante  |
| 2006 | The Revenger's Tragedy | Vindici  |
| 2007 | Treats                 | Dave     |
| 2008 | Fat Pig                | Carter   |

## Ocenění
- 2002 – British Comedy Awards – Nejlepší nováček